# Bruce Woodley
Bruce William Woodley (25 de julio de 1942) es un cantautor y músico australiano. Fue miembro fundador del exitoso grupo de folk-pop The Seekers, y cocompositor de las canciones "I Am Australian" y "Cloudy" de Paul Simon.

## Primeros años
Bruce Woodley nació el 25 de julio de 1942 en Melbourne, Victoria, Australia. Asistió a la escuela secundaria de Melbourne con sus compañeros de The Seekers, Athol Guy y Keith Potger.

## The Seekers[1]
Woodley tuvo una "residencia" actuando en el restaurante Treble Clef de Prahran. Con sus antiguos compañeros de colegio, Athol Guy y Keith Potger, formó un trío de música folk, The Escorts, a principios de la década de 1960. Poco antes de la llegada de la vocalista Judith Durham en 1962 se convirtieron en The Seekers, y tuvieron cierto éxito en Australia antes de viajar a Londres en 1964 y grabar cuatro sencillos de éxito internacional escritos y producidos por Tom Springfield. Woodley tocaba la guitarra, el banjo y la mandolina, así como una de las armonías vocales a cuatro voces, y era el principal compositor. Mientras que Durham cantaba la mayoría de las voces principales del grupo, Woodley solía encargarse de las voces principales masculinas, incluyendo varios temas del álbum. The Seekers se disolvió por primera vez en 1968.
En 1965, durante su estancia en Londres, Woodley conoció a Paul Simon, tras el mal resultado de Wednesday Morning 3 A.M. y justo antes del éxito de Simon and Garfunkel. Simon y Woodley coescribieron la canción "Red Rubber Ball", que se vendió en un millón de ejemplares y que posteriormente fue un éxito en el Top 5 para el grupo estadounidense The Cyrkle. La colaboración de Simon y Woodley también proporcionó "I Wish You Could Be Here" y "Cloudy". Los Seekers grabaron posteriormente estas tres canciones, y "Cloudy" se convirtió en un tema del exitoso álbum de Simon y Garfunkel de 1966 Parsley, Sage, Rosemary and Thyme, la única canción de Simon y Woodley que apareció en el álbum de ambos grupos. Sin embargo, la relación de Woodley con Simon se había deteriorado y Woodley luchó más tarde para conseguir su parte de los derechos de autor: su crédito de composición en "Cloudy" se omitió en el lanzamiento de Parsley, Sage, Rosemary and Thyme. Sin embargo, Simon recibe un crédito por la canción en el álbum de The Seekers, Seekers Seen in Green.

## Solista
La primera aventura en solitario de Woodley fue una productora llamada Pennywheel, que le permitió lanzar varios productos para niños, como un juego de bloques "Build an Alphabet" y el EP y libro de cartón de 1969, "Friday St. Fantasy". En 1969, Bruce se dirigió a Estados Unidos para vender las canciones que había estado escribiendo, y se quedó allí durante varios años. Durante este periodo colaboró con varios escritores, entre ellos John Farrar y el cantante folk australiano Hans Poulsen. Sus composiciones "Lady Scorpio", interpretada por el grupo australiano The Strangers, "Monty and Me", interpretada por Zoot (que incluía a un joven Rick Springfield) y "Boom-Sha-La-Lo", que se convirtió en un éxito para Poulsen.
En 1971, Woodley publicó su primer álbum en solitario, titulado Just Good Friends. Como reacción al estereotipo folclórico de los Seekers, la portada original del álbum mostraba a dos modelos desnudos manteniendo relaciones sexuales. Se consideró que era demasiado subido de tono para Australia y se sustituyó la portada por una foto de Woodley. La portada original, sin embargo, fue permitida en Nueva Zelanda, y esta versión del álbum es hoy una pieza de coleccionista. Tres años más tarde, Woodley colaboró en un álbum de temática australiana publicado por Viscount cigarettes, llamado The Roaring Days Vol. 1 (por un poema de Henry Lawson). Nunca se editó un segundo volumen. También tuvo una canción de éxito llamada "Love Me Tonight Baby". En el álbum, Woodley interpretaba la canción folclórica tradicional "Eumerella Shore" y algunas de sus propias composiciones, como "The Bush Girl", que más tarde volvería a grabar para un álbum doble en 1987, con The Seekers en 1997 y 2000, y con su hija Claire Woodley en 2001.

## Reunión de The Seekers
Woodley se reunió con los Seekers, formados por sus compañeros originales Athol Guy y Keith Potger, y Louisa Wisseling, de 23 años y nacida en Países Bajos (una cantante folk semiprofesional que había formado parte del grupo de Melbourne The Settlers). En un artículo periodístico de febrero de 1975 sobre la reunión del grupo, Louisa reveló que Bruce se le había acercado en un concierto de los Settlers en 1974 en el restaurante Swagman de Ferntree Gully con una oferta para unirse al grupo, y que ella lo rechazó en un principio. El nuevo grupo grabó dos álbumes y varios sencillos, algunos de los cuales, como "The Nimble Song" y "I Saw It All With Trans Tours" (ambos escritos por Woodley), reflejaban las otras carreras publicitarias de los chicos. La composición de Woodley "The Sparrow Song" se convirtió en el mayor éxito del grupo en la década de los 70 y sigue siendo, a día de hoy, el sencillo de los Seekers más vendido escrito por un miembro del grupo. Otros temas con los que contribuyó a esta formación fueron "Giving and Takin'" (la canción que da título a su segundo álbum), "Can We Learn to Get Along" (que comenzó como una grabación en solitario para la serie documental de televisión Shell's Australia, y fue publicada por Bruce en flexi-disc), "Reunion", "Country Ros", "Standing on Shaky Ground" (con Bruce en la voz, que consideraba demasiado baja para él, pero que era imposible de cantar para Louisa por la misma razón), y "The Rose and the Briar".
En 1977, Bruce dejó el grupo y fue sustituido por Buddy England. Siguió centrándose en la composición de canciones y en la publicidad, produciendo muchos jingles para la televisión, incluido uno para la cerveza Courage. El primero, en 1971, fue un sencillos (publicitario) llamado "The ANZ Bank Travelling Man", y se repartió gratuitamente a los empleados de esa institución como parte de la promoción.

## I Am Australian
En 1987, Woodley participó en los preparativos del Bicentenario de Australia y en la publicación de un doble álbum, un cancionero y una cinta de casete con temas australianos, que incluía versiones de canciones tradicionales y algunas composiciones propias. El conjunto se llamó I Am Australian, por un jingle que escribió para unir los diversos hilos del proyecto, aprovechando la necesidad que percibía de una canción nacional de la que la gente pudiera sentirse orgullosa. Uno de sus colegas en el proyecto fue Dobe Newton, de The Bushwackers, que ayudó a componer la letra de la canción principal; otra fue la conocida cantante de folk Rose Bygrave. En las grabaciones también participó un coro de niños, entre ellos Claire Woodley.
Al año siguiente se reunió con The Seekers, esta vez con Julie Anthony como cantante principal, para interpretar "The Carnival is Over" en la Expo '88 y un musical sobre el viaje de los Seekers. Esta formación publicó un álbum en 1989; "Live On", la canción que da título al disco, fue compuesta por Woodley, al igual que muchos de los otros temas nuevos, como "The Streets of Serenade" (que trazaba la historia de los Seekers de forma bastante más descarada que su composición de los años 70 "Reunion"), "One Step Forward, Two Steps Back", "How Can a Love So Wrong Be So Right" y "Taking My Chances With You". Cuando Julie se marchó para tener un bebé (su hija Tamara), la excantante de Young Talent Time Karen Knowles se unió al grupo. Las únicas grabaciones de estudio de esta formación son las canciones escritas por Bruce Woodley "Fools Tonight" y "Bright Star", vendidas como cassingle en los conciertos. "Bright Star", escrita originalmente para la voz de Julie, también fue interpretada por los Seekers dirigidos por Julie y Karen en Carols by Candlelight.
Cuando la cantante original, Judith Durham, regresó a The Seekers a finales de 1992 para el 25.º aniversario del grupo, el tema y el CD-single de la reunión fue la composición de Woodley "Keep A Dream In Your Pocket". En 1993 se editó un álbum en directo y un DVD con muchos de los éxitos del grupo y una canción que se convertiría en una de las más conocidas, "I Am Australian", de Woodley.
El éxito de "I Am Australian" cogió a Woodley completamente por sorpresa. En 1991, la interpretó con Karen y el Australian Children's Choir en un llamamiento televisado sobre la sequía, con una nueva estrofa sobre la sequía que no ha aparecido en otras grabaciones. "I Am Australian" ha aparecido en todas las giras en solitario de Woodley y en todas las giras de los Seekers desde la reunión con Judith Durham; en el año 2000 los Seekers interpretaron una versión condensada en el concierto televisado del Día de Australia. Muchos artistas han versionado la canción; en 1997, Durham lanzó una versión con Russell Hitchcock y Mandawuy Yunupingu que entró en las listas australianas. Para muchos, se ha convertido en el himno no oficial, y es un elemento básico interpretado en muchos eventos nacionales, por artistas como Jon Stevens, Delta Goodrem y, naturalmente, Bruce y los Seekers. En las celebraciones del Centenario de la Federación de 2001, Woodley interpretó la canción con su hija Claire (ahora conocida por interpretar ella misma la canción en solitario en muchos eventos) y el coguionista Dobe Newton.
Woodley se divorció en los años 80 tras un matrimonio de 14 años, y él y su exesposa Sally tienen dos hijos, Claire y un hijo, Dan. Con Claire, una floreciente cantautora por derecho propio que ha actuado en el circuito de cabaret y conferencias, grabó un CD en 2001 titulado, una vez más, "I am Australian". Desde entonces ha grabado una versión de "I am Australian" con temática ANZAC, titulada "The Anzac Song", y apareció en la radio de Melbourne anunciando el lanzamiento de un CD-Single varias semanas antes del Día de Anzac en 2005. Al parecer, debido a las dificultades de producción, nunca llegó a producirse. En 2005, Bruce fue entrevistado por la periodista musical Debbie Kruger para un nuevo libro titulado Songwriters Speak (Los compositores hablan), centrado en cantautores australianos influyentes y de éxito.
En el Día Nacional de Luto, el 22 de febrero de 2009, por las víctimas de los incendios forestales de Victoria, Woodley dio a conocer dos nuevas estrofas de "I am Australian".

## Otro trabajo
La labor no musical de Woodley incluye la de conferenciante público a través de la Saxton Speakers Bureau, y es patrono de varias organizaciones como el NIYPAA (Instituto Nacional de Artes Escénicas Juveniles de Australia). También es miembro del Consejo Asesor de la organización TLC for Kids, y fue durante un tiempo, a partir de 1997, presidente de la rama victoriana del Variety Club.